# Lecanodiaspis natalensis
Lecanodiaspis natalensis är en insektsart som först beskrevs av Charles Kimberlin Brain 1920.  Lecanodiaspis natalensis ingår i släktet Lecanodiaspis och familjen Lecanodiaspididae. Inga underarter finns listade i Catalogue of Life.